# 美人鱼综合症
美人鱼综合症（英語： 或 Mermaid Syndrome）是一种非常罕见的先天性缺陷，两条腿融合在一起，看起来像“美人鱼”。估计在大约十万个新生儿中会有一例（与连体双胞胎機率相当）。婴儿通常因为并发肾脏和膀胱异常，会在出生后一两天内死亡。约有一半的美人鱼综合征病例都会胎死腹中，并且这种缺陷在同卵双胞胎发生的機率要高于非双胞胎和异卵双胞胎的100倍。目前，利用外科手术可以将融合的下肢，或融合的内脏分离。实验证明骨形成蛋白-7可能在此疾病的发病中起作用.